# رنگ چشم

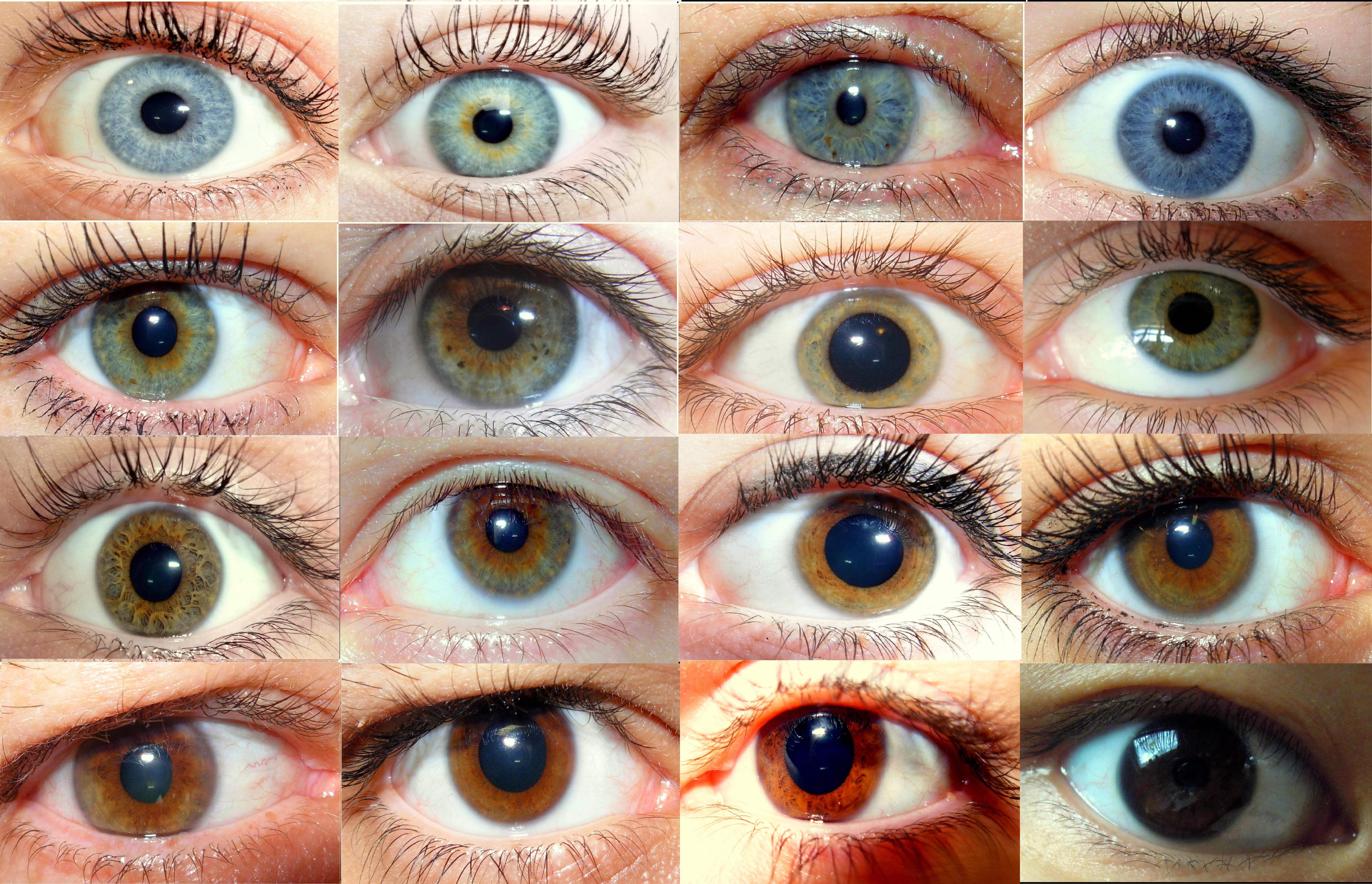
رنگ چشم‌های مختلف در انسان

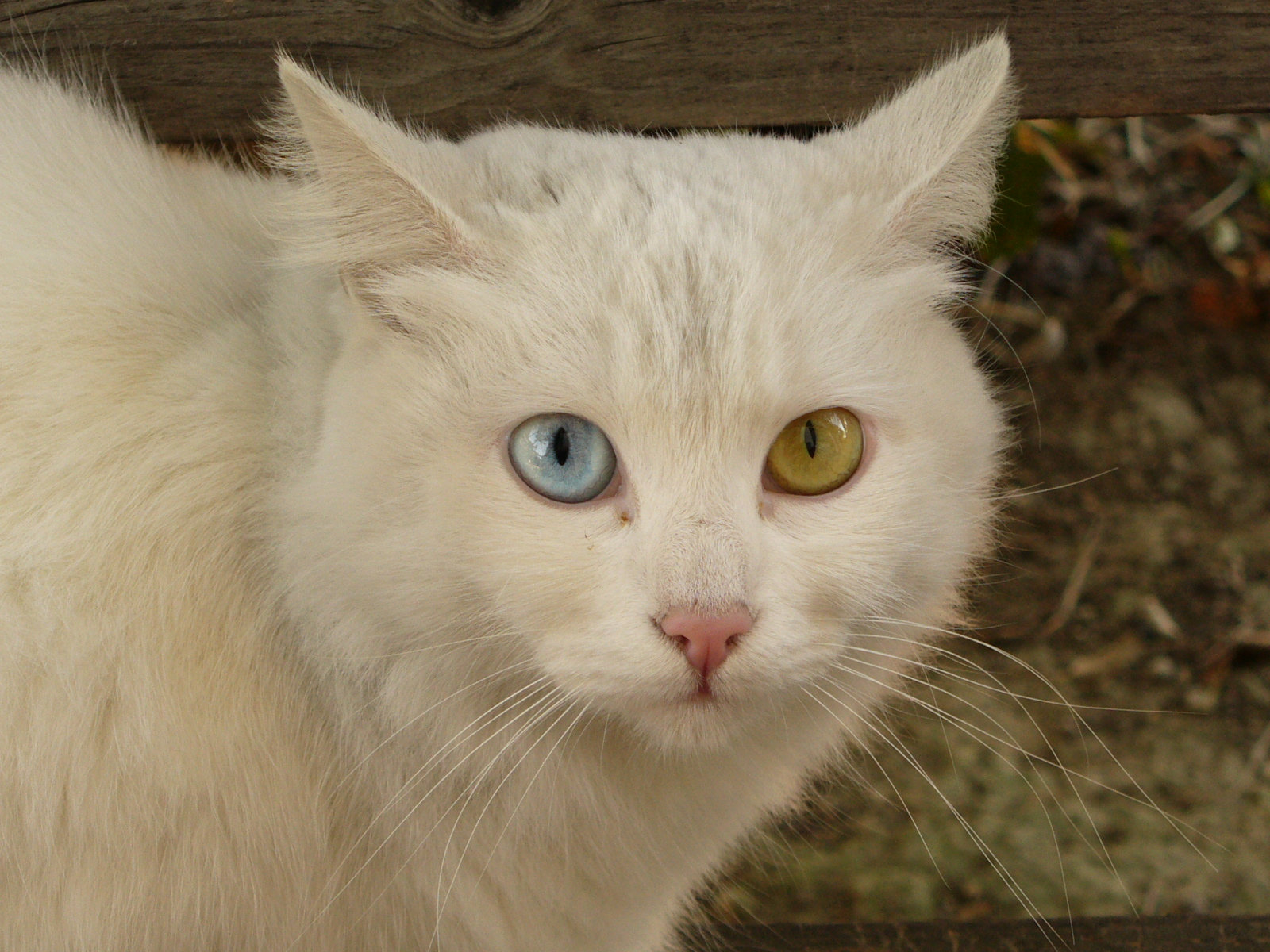
عارضهٔ ناهمرنگی عنبیه در گربه

قسمت رنگی هر چشم همان عنبیهٔ چشم است. عنبیه رنگی است؛ زیرا در الیاف آن رنگ‌دانه‌هایی، برای حفاظت آن از آسیب نور نهفته‌است. بیشتر رنگ‌دانه‌ها در قسمت عقب عنبیه گرد آمده‌اند و در قسمت جلو، رنگ‌دانهٔ چندانی وجود ندارد. به همین دلیل قسمت جلوی عنبیه بسیار شفاف و بی‌رنگ است.
امواج نور برخی رنگ‌ها را به‌هنگام عبور نور، به خود جذب می‌کند؛ ازاین‌رو بازتاب نور در رنگ‌دانه‌ها سبب می‌شود که عنبیه «رنگی» بنماید. رنگ چشم بازتاب رنگ‌دانه‌هایی است که در قسمت پشت عنبیه گرد آمده‌اند.
اگر رنگ‌دانه‌ها در قسمت جلوی عنبیه افزایش نیابند، چشم در تمام عمر آبی خواهد بود؛ اما اگر زیاد باشند و در قسمت جلو نیز پخش شوند، آن را به رنگ قهوه‌ای درخواهند آورند. به‌اصطلاح به کسانی که چشمان دورنگ دارند، هتروکروماتیک گفته می‌شود.

## علت ژنتیکی در تفاوت رنگ چشم
رنگ چشم یک صفت ارثی است که تحت تأثیر بیش از یک ژن قرار دارد. این ژنها با استفاده از ارتباطات برای تغییرات جزئی در ژنها و ژنهای همسایه مورد استفاده قرار می‌گیرند. این تغییرات به عنوان پلی مورفیسم تک نوکلئوتیدی یا SNP شناخته می‌شوند. تعداد واقعی ژن‌هایی که به رنگ چشم کمک می‌کنند در حال حاضر ناشناخته است، اما تعداد کمی از نامزدهای احتمالی وجود دارد. یک مطالعه در روتردام (۲۰۰۹) نشان داد که با استفاده از تنها شش SNP، می‌توان رنگ چشم را با دقت بیش از ۹۰٪ برای قهوه ای و آبی پیش‌بینی کرد. شواهدی وجود دارد مبنی بر اینکه ۱۶ ژن مختلف می‌توانند مسئول رنگ چشم در انسان باشند. با این حال، دو ژن اصلی مرتبط با تغییر رنگ چشم OCA2 و HERC2 هستند و هر دو در کروموزوم ۱۵ قرار گرفته‌اند.مطالعات آکادمی چشم پزشکی آمریکا در سال ۲۰۱۴ نشان داد فقط ۹ درصد از مردم جهان چشم سبز دارند، در حالی که ۴۵ درصد چشمان قهوه ای، ۱۸ درصد چشم های فندقی و ۲۷ درصد چشمان آبی دارند.

## تغییر رنگ چشم
اکثر نوزادان تازه متولد شده که اصل و نسب اروپایی دارند، چشمانی با رنگ روشن دارند. با رشد کودک، ملانوسیت‌ها (سلول‌هایی که در عنبیه چشم انسان و همچنین فولیکول‌های پوست و مو وجود دارد) به آرامی شروع به تولید ملانین می‌کنند. از آنجا که سلول‌های ملانوسیت به‌طور مداوم رنگدانه تولید می‌کنند، از نظر تئوری می‌توان رنگ چشم را تغییر داد. رنگ چشم افراد معمولاً بین ۳ تا ۶ ماهگی برقرار می‌شود، البته این می‌تواند بعداً هم رخ دهد. مشاهده عنبیه یک نوزاد از کنار با استفاده از تنها نور منتقل شده و بدون بازتاب از قسمت پشت عنبیه، می‌توان از وجود یا عدم وجود مقادیر کم ملانین استفاده کرد. عنبیه که در این روش مشاهده آبی رنگ به نظر می‌رسد، در سنین شیرخوار به احتمال زیاد آبی رنگ می‌شود. عنبیه که به نظر می‌رسد طلایی است، حاوی مقداری ملانین حتی در این سنین پایین است و احتمالاً در سنین نوزادی از آبی به سبز یا قهوه ای روی می‌آورد.

## رنگ‌های مختلف چشم
رنگ بندی چشم انسان به ۷ دسته تقسیم می‌شود:

### چشم کهربایی

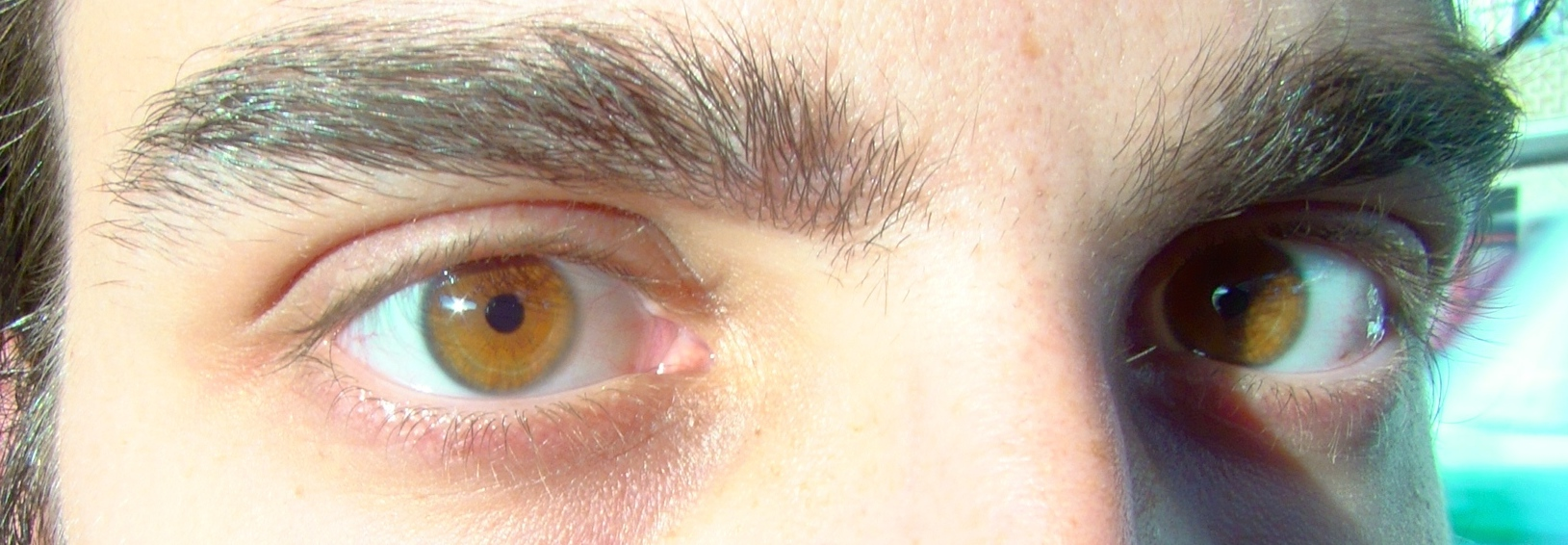
چشمان کهربا در نور خورشید - نمایش رنگ نارنجی به جای قهوه‌ای

چشم‌های کهربایی از رنگی قوی برخوردار بوده و دارای رنگ زرد مایل به طلایی و مس است. این ممکن است به دلیل رسوب رنگدانه زرد به نام لیپوکروم در عنبیه باشد که در چشم‌های سبز نیز یافت می‌شود. چشم‌های کهربایی نباید با چشم عسلی (فندقی) اشتباه گرفته شود. اگرچه چشم‌های عسلی ممکن است دارای عناصر سنگ کهربا یا طلا باشند، اما معمولاً رنگ‌های دیگری از جمله سبز، قهوه ای و نارنجی را شامل می‌شوند. همچنین، به نظر می‌رسد که چشم‌های عسلی تغییر رنگ می‌دهند و رگه رگه و متغیر هستند، در حالی که چشم کهربایی از رنگ طلایی جامد برخوردار است. اگرچه کهربایی مانند طلایی در نظر گرفته می‌شود، اما بعضی از افراد دارای چشمان کهربایی یا مس رنگ هستند که بسیاری از افراد با چشم عسلی اشتباه می‌گیرند، گرچه رنگ فندقی به نظر می‌رسد کسل کننده تر است و همان‌طور که در بالا ذکر شد حاوی سبز با پشته‌های قرمز / طلایی است. چشم‌های کهربایی همچنین ممکن است حاوی مقادیری خاکستری-طلایی روشن باشد.

### چشم آبی

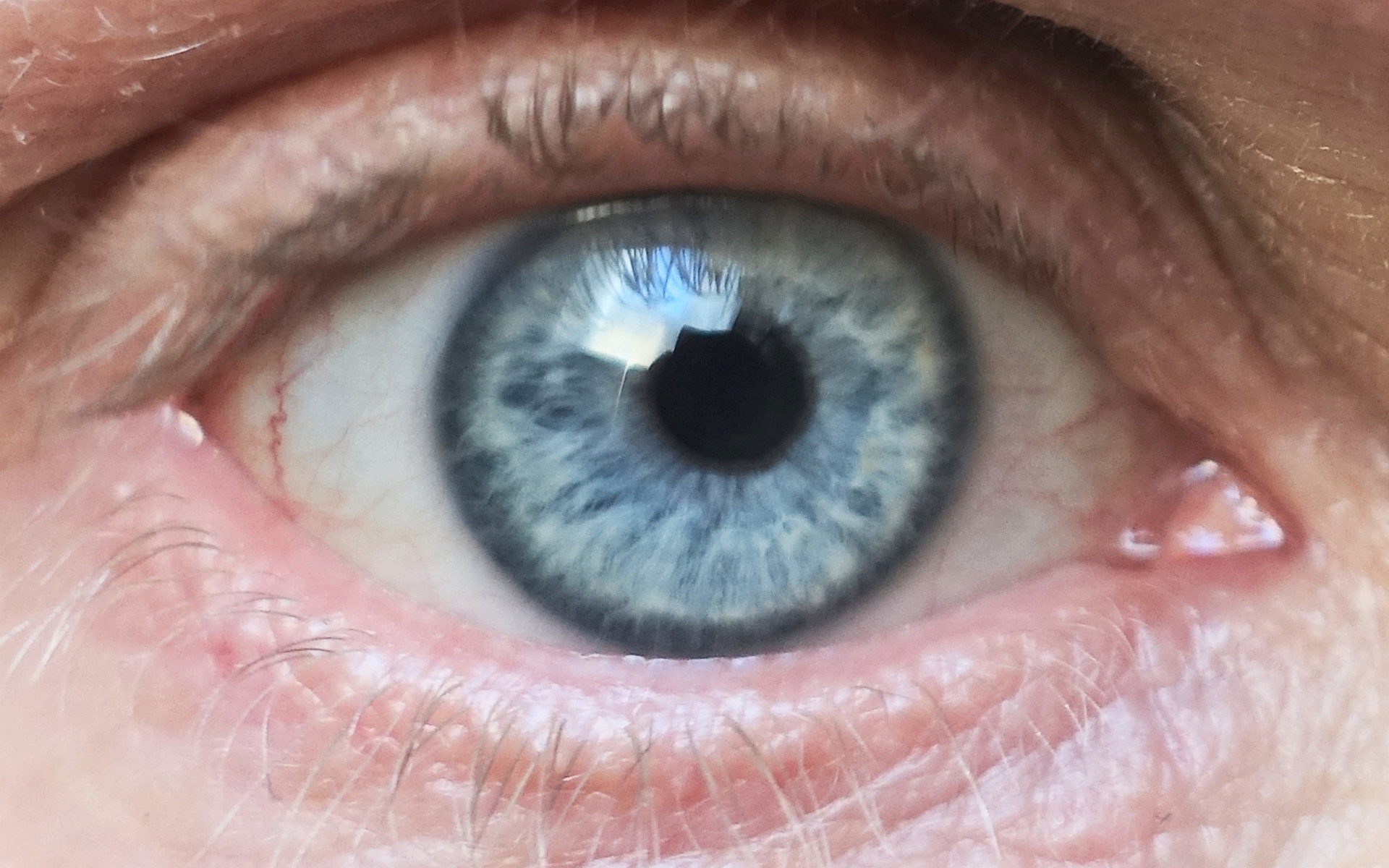
چشم آبی

هیچ رنگدانه آبی در عنبیه یا مایع چشم وجود ندارد. کالبدشکافی نشان می‌دهد که اپیتلیوم رنگدانه عنبیه به دلیل وجود ملانین سیاه قهوه ای است. بر خلاف چشم‌های قهوه‌ای، چشم‌های آبی غلظت کم ملانین در استروم عنبیه را دارند که جلوی اپیتلیوم تیره قرار دارد. طول موج‌های طولانی‌تر از نور توسط اپیتلیوم زیرین تاریک جذب می‌شوند، در حالی که طول موج‌های کوتاه‌تر منعکس شده و تحت پراکندگی رایلی (Rayleigh) در محیط پرتلاطم استروما قرار می‌گیرند. این همان وابستگی فرکانس پراکندگی است که ظاهر آبی آسمان را به خود اختصاص می‌دهد.

### چشم قهوه‌ای

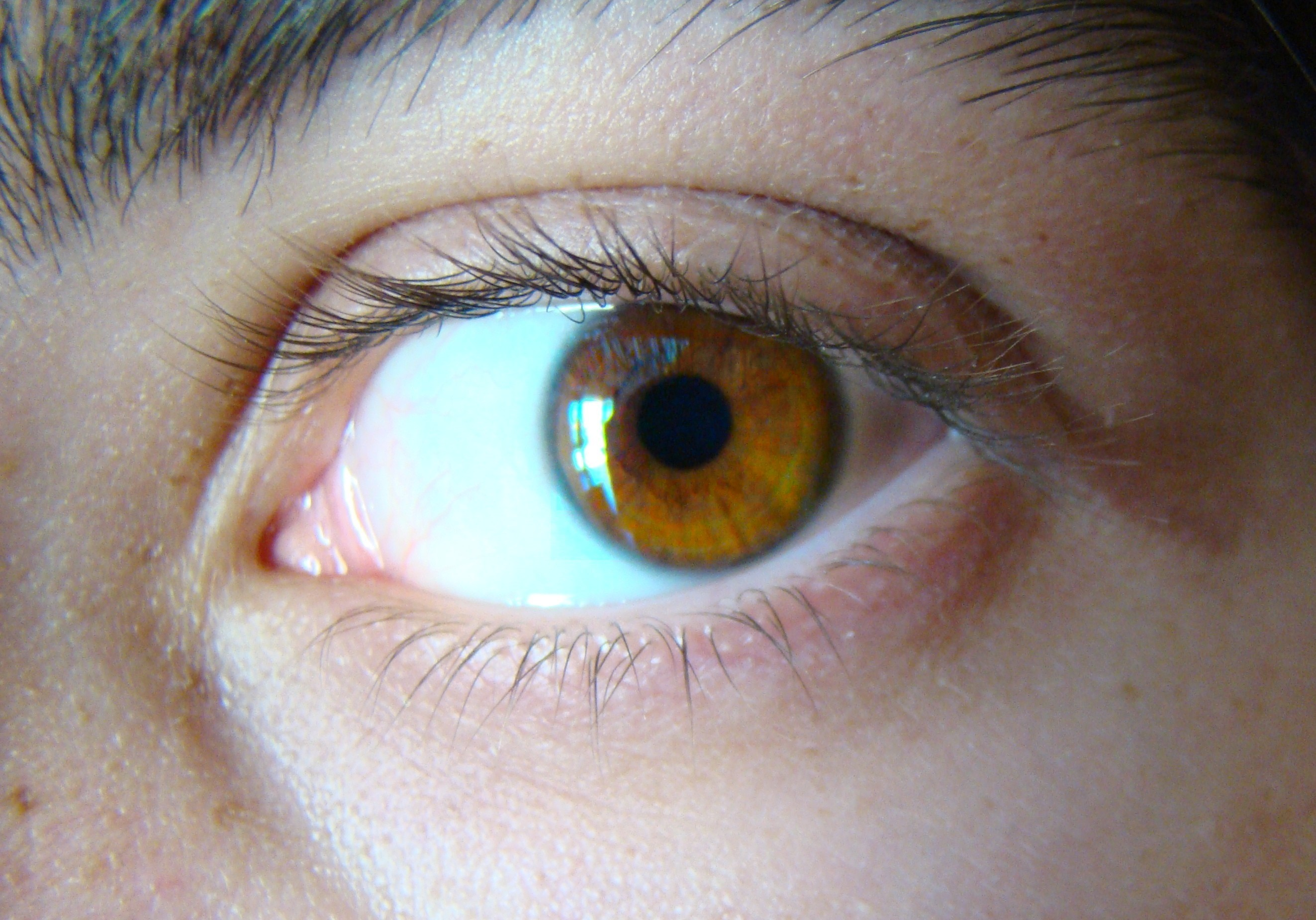
چشم قهوه‌ای روشن

در انسان، چشمان قهوه ای ناشی از غلظت نسبتاً بالایی از ملانین در استروم عنبیه است، که باعث می‌شود نور هر دو طول موج کوتاه‌تر و طولانی‌تر جذب شود.
چشمان قهوه ای تیره در انسان غالب است و در بسیاری از نقاط جهان، تقریباً تنها رنگ عنبیه موجود است. رنگدانه تیره چشم‌های قهوه ای در اروپا، آسیای شرقی، آسیای جنوب شرقی، آسیای میانه، آسیای جنوبی، آسیای غربی، اقیانوسیه، آفریقا و قاره آمریکا رایج است. اکثر مردم جهان به‌طور کلی چشم‌های قهوه ای یا چشم‌های قهوه ای تیره دارند.
چشمان قهوه‌ای با رنگ روشن یا متوسط نیز معمولاً در اروپای جنوبی، در میان قاره آمریکا و بخش‌هایی از آسیای میانه (خاورمیانه و آسیای جنوبی) یافت می‌شود.

### چشم سبز

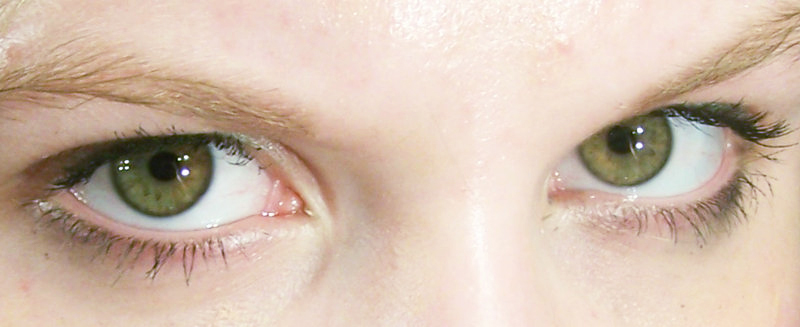
چشمان سبز

هیچ رنگدانه سبزی در چشم‌های سبز وجود ندارد. مانند رنگ چشم‌های آبی، یک توهم نوری است. شکل ظاهری آن با ترکیب رنگ‌های قهوه ای یا کهربایی از استروما ایجاد می‌شود، که توسط غلظت کم یا متوسط ملانین داده می‌شود و رنگ آبی آن توسط پراکندگی نور منعکس شده توسط Rayleigh منتقل می‌شود. چشم‌های سبز بیشتر در اروپای شمالی و مرکزی متداول است. آنها همچنین در اروپای جنوبی، غرب آسیا، آسیای مرکزی و آسیای جنوبی یافت می‌شود. در ایسلند، ۸۹٪ از زنان و ۸۷٪ از مردان یا رنگ چشم آبی یا سبز دارند. مطالعه ای در مورد بزرگسالان ایسلندی و هلندی نشان داد که چشم‌های سبز در زنان بسیار شایع تر از مردان است.

### چشم خاکستری

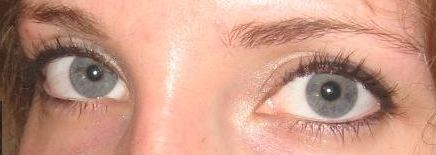
چشم خاکستری

مانند چشم‌های آبی، چشم‌های خاکستری دارای اپیتلیوم تیره در قسمت پشت عنبیه و استروما نسبتاً شفاف در قسمت جلویی است. یکی از توضیحات احتمالی در مورد تفاوت در شکل ظاهری چشمهای خاکستری و آبی این است که چشمان خاکستری دارای رسوب بیشتری از کلاژن در استروما هستند، به طوری که نوری که از اپیتلیوم منعکس شده‌است، تحت پراکندگی Mie (که به شدت وابسته به فرکانس نیست) است. از پراکندگی ریلی (که در آن طول موج کوتاهتر از نور بیشتر پراکنده می‌شود). این می‌تواند شبیه به تغییر رنگ آسمان باشد، از آبی که توسط ریلی پراکندگی نور خورشید توسط مولکول‌های کوچک گاز هنگام آسمان روشن است، به رنگ خاکستری ناشی از پراکندگی قطرات بزرگ آب وقتی آسمان ابری است. از طرف دیگر، پیشنهاد شده‌است که چشمان خاکستری و آبی ممکن است در غلظت ملانین در جلوی استروما متفاوت باشد.
رنگ چشم سیاه وجود ندارد، بلکه یا فقط قهوه‌ای تیره است یا مردمک بزرگ چشم باعث می‌شود سیاه به نظر برسد.

### چشم عسلی

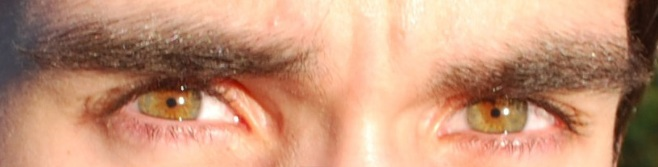
چشمان عسلی

چشم‌های عسلی به دلیل ترکیبی از پراکندگی ریلی و مقدار متوسطی از ملانین در لایه مرزی قدامی عنبیه است. رنگ چشمان عسلی یا فندقی اغلب به نظر می‌رسد که از قهوه ای به سبز تغییر می‌کند. اگرچه فندقی بیشتر از قهوه ای و سبز تشکیل شده‌است، رنگ غالب در چشم می‌تواند قهوه ای / طلایی یا سبز باشد. به این ترتیب بسیاری از افراد چشم‌های فندقی را کهربایی و برعکس اشتباه می‌گیرند. این ممکن است گاهی اوقات عنبیه بسیار رنگی ایجاد کند، یعنی چشم را به رنگ قهوه ای روشن / کهربایی در نزدیکی مردمک و زغال چوب یا سبز تیره در قسمت بیرونی عنبیه (یا برعکس) در هنگام مشاهده در نور آفتاب مشاهده کنید.

### چشم قرمز

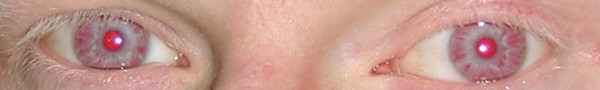
چشمان قرمز

چشم افراد مبتلا به اشکال شدید آلبینیسم به دلیل وجود مقادیر بسیار کم ملانین، ممکن است تحت شرایط خاص روشنایی قرمز به نظر برسد، اجازه می‌دهد رگ‌های خونی از طریق آن ظاهر شوند. علاوه بر این، عکاسی با فلش گاهی اوقات می‌تواند باعث ایجاد «اثر چشم قرمز» شود، که در آن، نور بسیار روشن ناشی از فلاش، شبکیه را باز می‌کند، که به وفور عروقی است، باعث می‌شود مردمک در عکس قرمز رنگ شود. اگرچه چشمان آبی عمیق برخی از افراد مانند الیزابت تیلور در بعضی مواقع ممکن است بنفش به نظر برسد، اما چشم‌های بنفش «واقعی» فقط به دلیل آلبینیسم رخ می‌دهند.

### تفاوت دید در رنگ‌های مختلف چشم
در شرایط محیطی یکسان ممکن است بر سر رنگ یک جسم بین دو فرد مختلف اختلاف نظر ایجاد شود و عاملی که باعث این اختلاف نظر می‌شود، رنگدانه‌هایی به نام ملانین هستند که اساسی‌ترین عوامل تعیین رنگ چشم هستند. هرچقدر مقدار این رنگدانه‌ها در عنبیه زیادتر بوده و بافتشان متراکم‌تر باشد، رنگ چشم شخص تیره‌تر خواهد بود؛ همین تراکم ملانین هم به عوامل فراوانی مانند عوامل وراثتی، محیطی، و عواملی دیگر بستگی دارد. مهم‌ترین نقش ملانین‌های چشم، حفاظت از چشم در برابر پرتوهای مضر خورشید است. افرادی که چشمان روشن (عسلی، آبی یا سبز) دارند، چشم‌شان نسبت به دیگر افراد، در برابر پرتوهای خورشیدی از عوامل حفاظتی کمتری برخوردار است. به همین جهت آن‌ها باید بیشتر از سایر افراد از چشمان خود در برابر آفتاب محافظت کنند.                                        
چشم انسان شامل دو نوع گیرنده‌های نوری و رنگی در قسمت شبکیه است. سلول‌های استوانه‌ای گیرنده‌های نوری چشم هستند که دیدی سیاه و سفید داشته و بسته به مقدار نور دریافتی از محیط، میزان تیرگی و روشنی اجسام را مشخص می‌کنند. تعداد سلول‌های استوانه ای از گیرنده‌های رنگی بیشتر بوده و حدوداً به ۱۲۰ میلیون می‌رسند؛ سلول‌های مخروطی که تعدادشان نسبت به گیرنده‌های نوری کمتر است، دید رنگی داشته و به سه دسته متمایز تقسیم شده‌اند که هر کدام یکی از رنگ‌های آبی، قرمز و سبز را تشخیص می‌دهند و باعث می‌شوند فرد رنگ‌ها را از هم تشخیص دهد.
هنگامی که فردی در معرض نور خورشید قرار می‌گیرد، پرتوهای نور خورشید به قسمتی از عقب چشم که لکهٔ زرد نامیده می‌شود، اصابت می‌کنند. سلول‌های استوانه‌ای این پرتوها را دریافت می‌کنند، از آن‌ها پیامی عصبی ساخته و به قسمت پس سری مغز می‌فرستند تا در آنجا بررسی شده و در صورت نیاز پاسخی به آن داده شود. در این هنگام، مقدار زیادی پرتو فرابنفش توسط چشم دریافت می‌شود و قسمت‌هایی از گیرنده‌های نوری را از بین می‌برد. از آنجا که افرادی با چشمان روشن، مقدار ملانین چشمشان کمتر از افرادی است که چشمان تیره دارند، بنابراین کمتر بودن این عامل حفاظتی، باعث می‌شود که گیرنده‌های نوری چشم این افراد، بیشتر از سایر مردم آسیب دیده و از بین بروند. این تفاوت در تعداد گیرنده‌های نوری در چشم افراد مختلف، باعث تفاوت در میزان نوری که از محیط دریافت می‌کنند، می‌شود؛ به همین علت افرادی که چشمان روشن دارند رنگ‌ها را مقداری تیره‌تر از دیگران می‌بینند؛ اما این مقدار آن‌قدر جزئی است که در زندگی روزمره چندان به چشم نمی‌آید و فقط در حد اختلاف نظر جزئی بین افرادی با رنگ چشم‌های متفاوت نمود پیدا می‌کند.

## طیف رنگ‌های چشم انسان

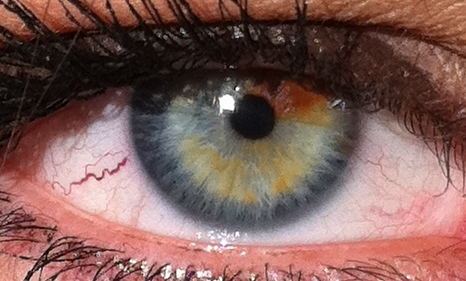
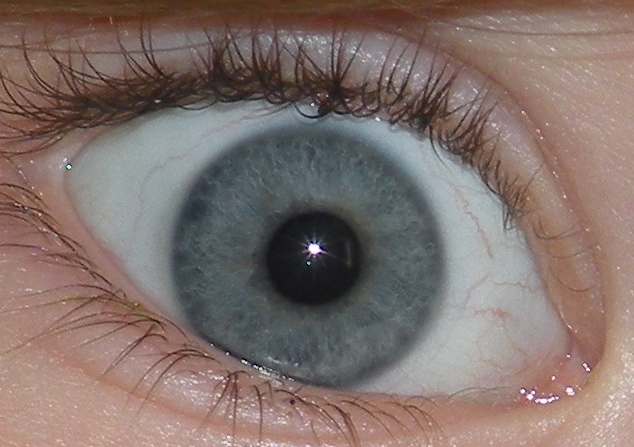
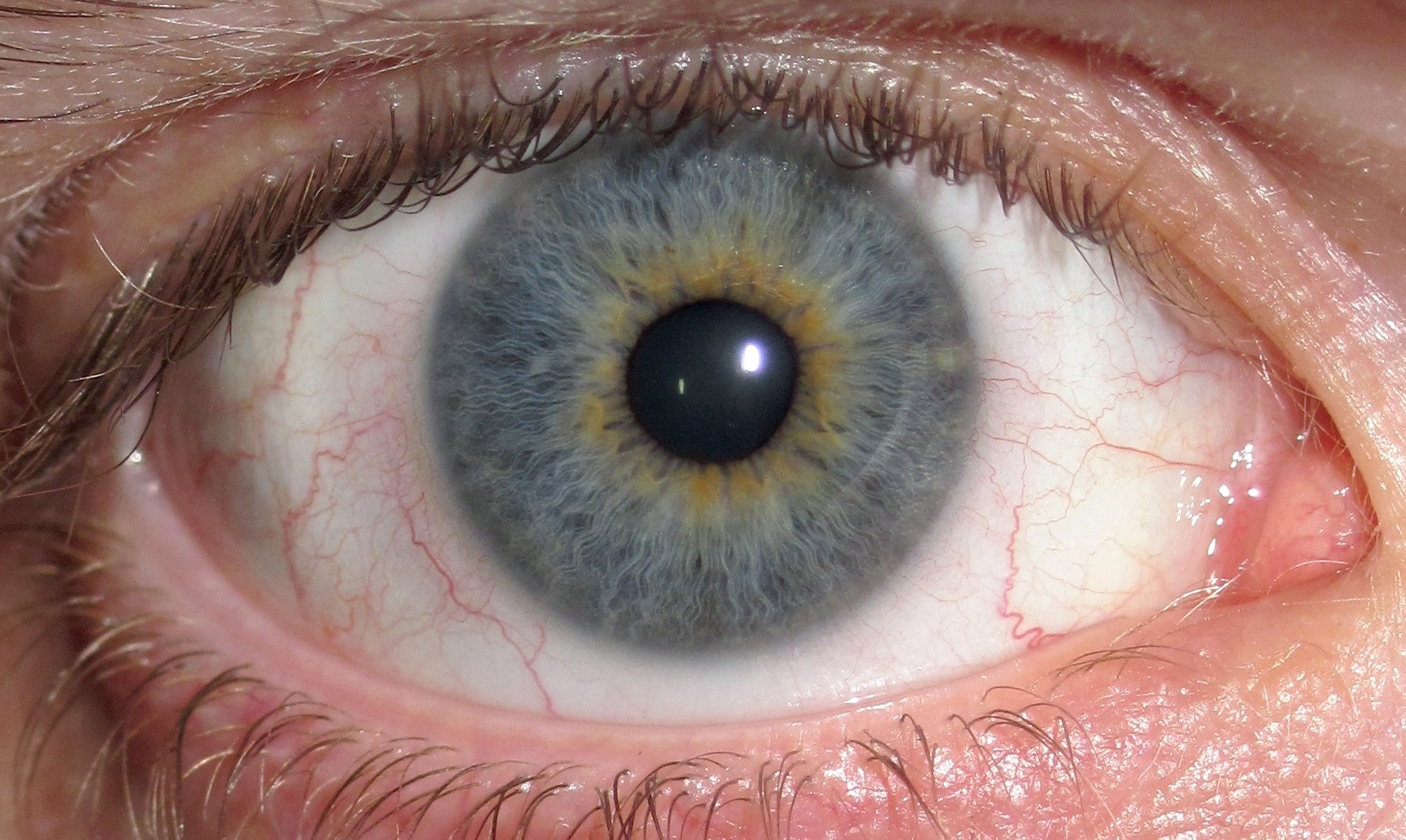
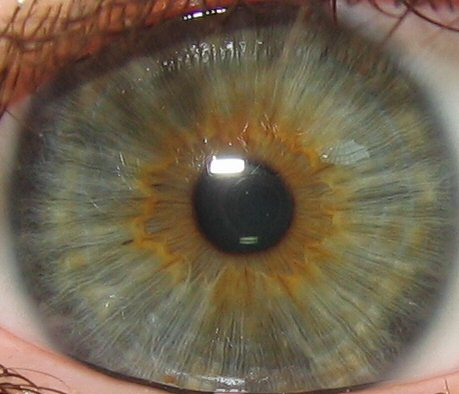
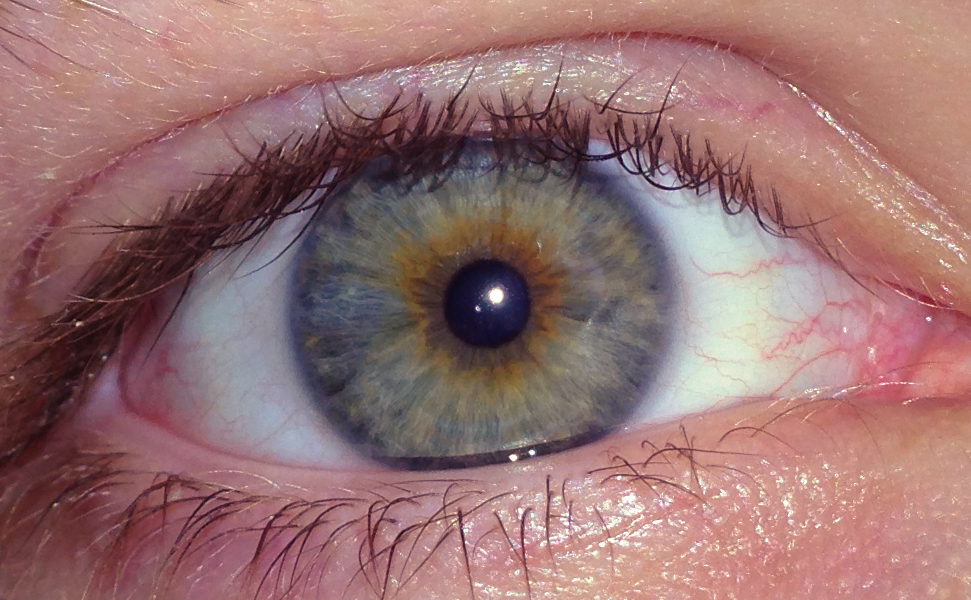
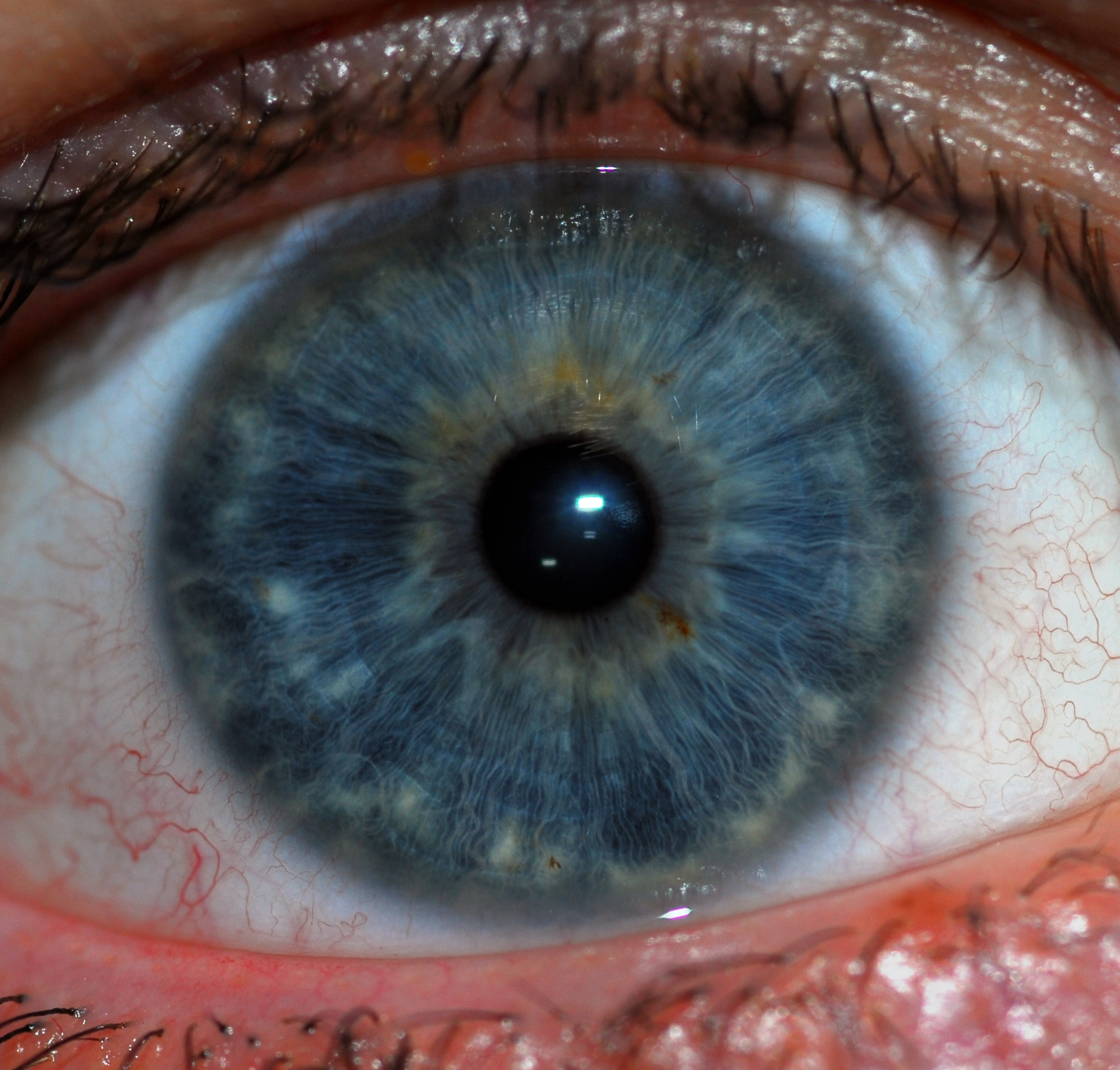
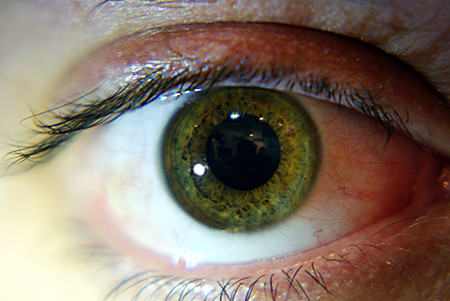
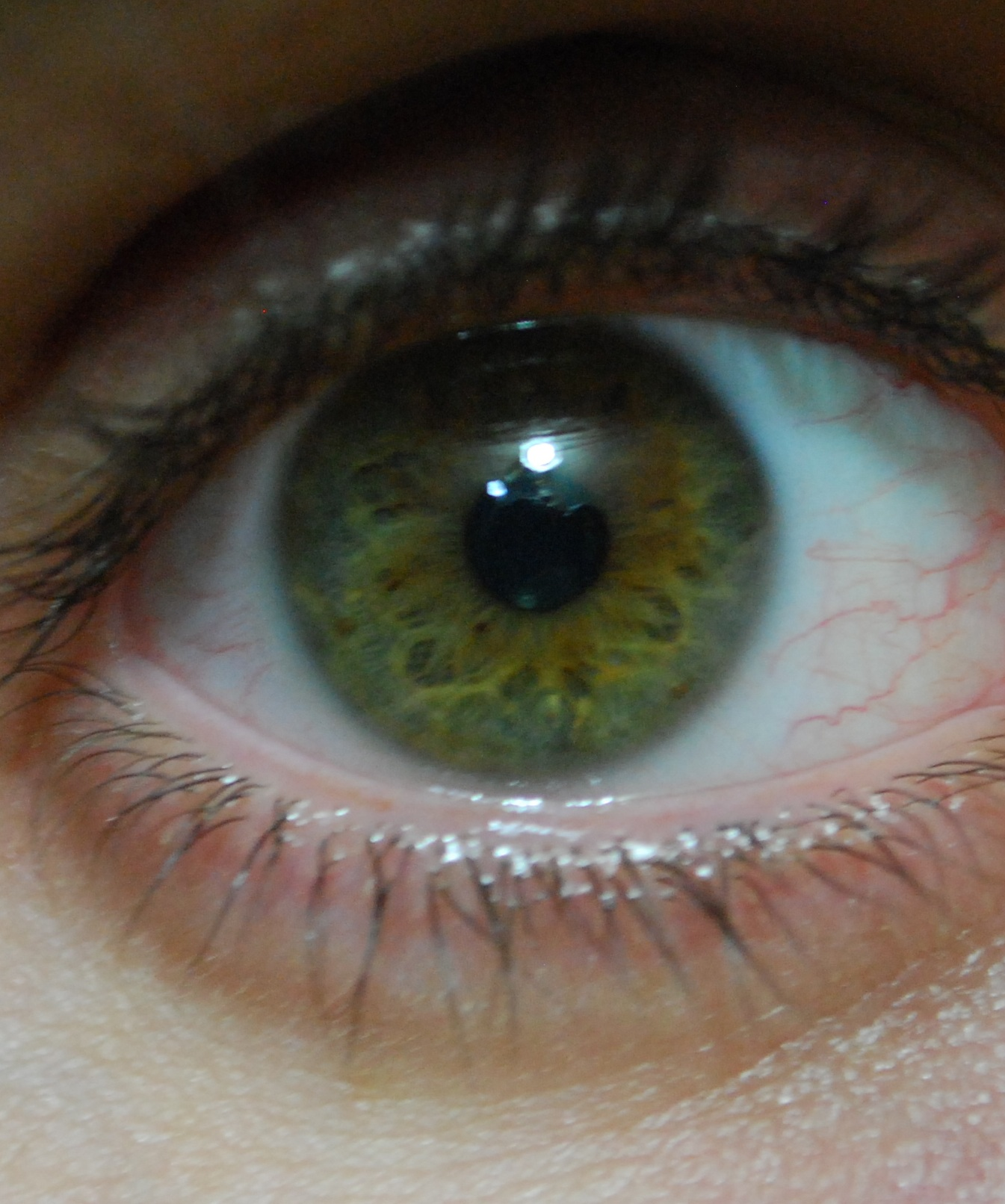
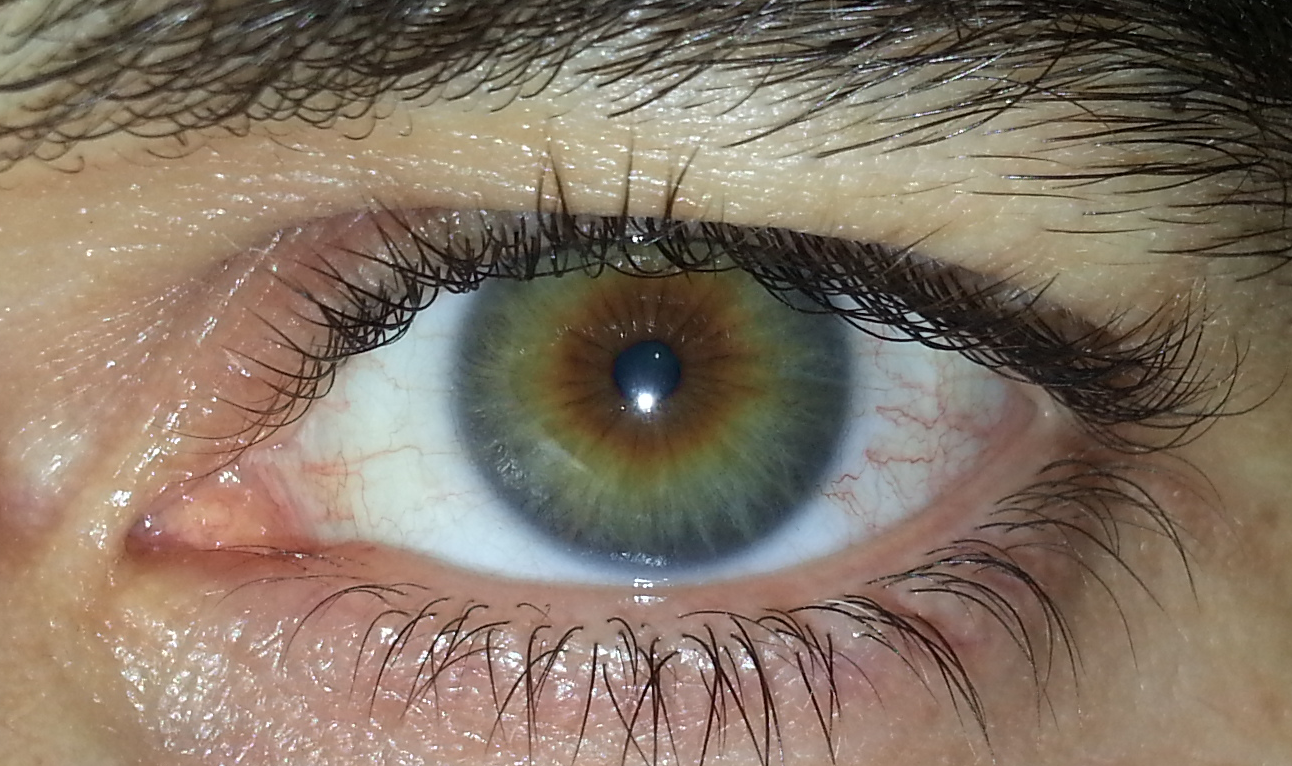
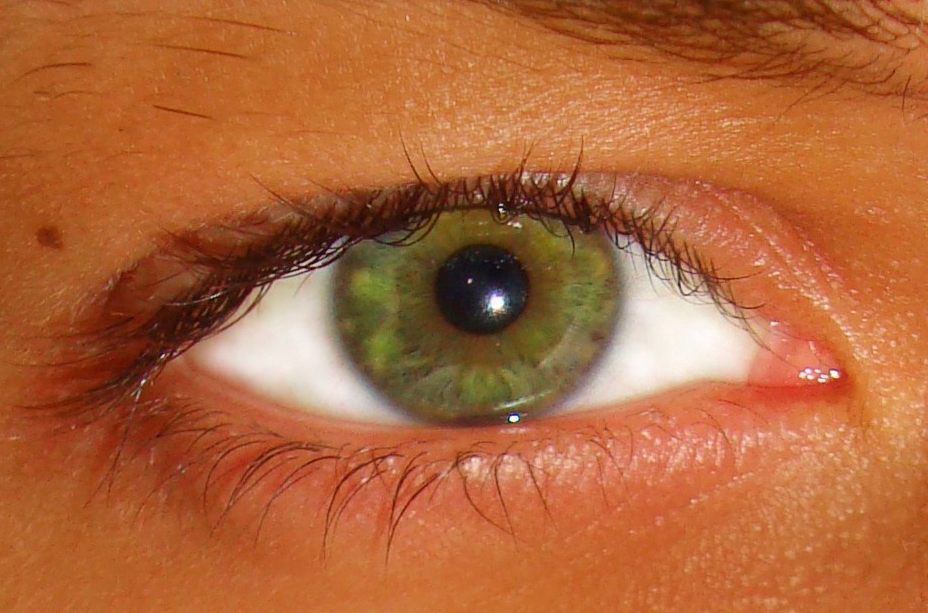
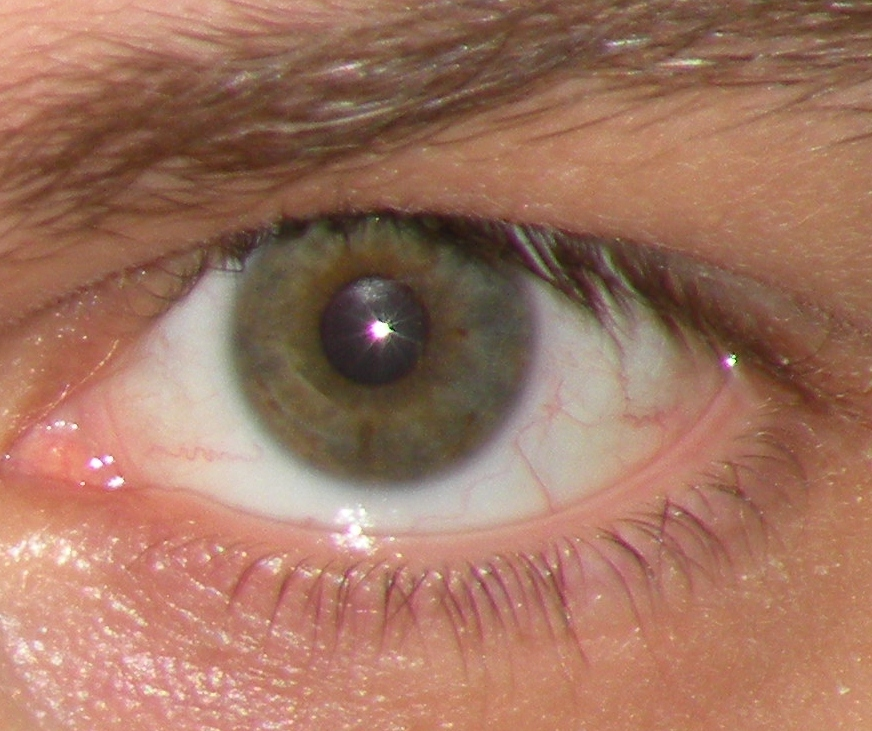
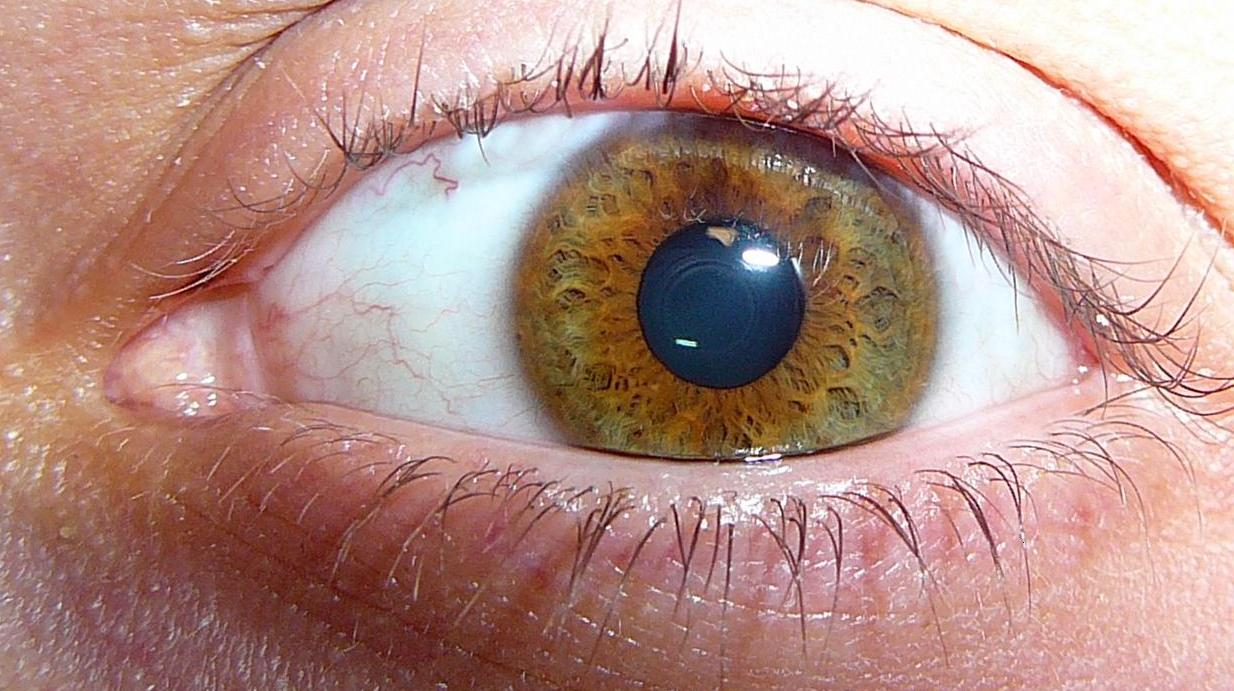
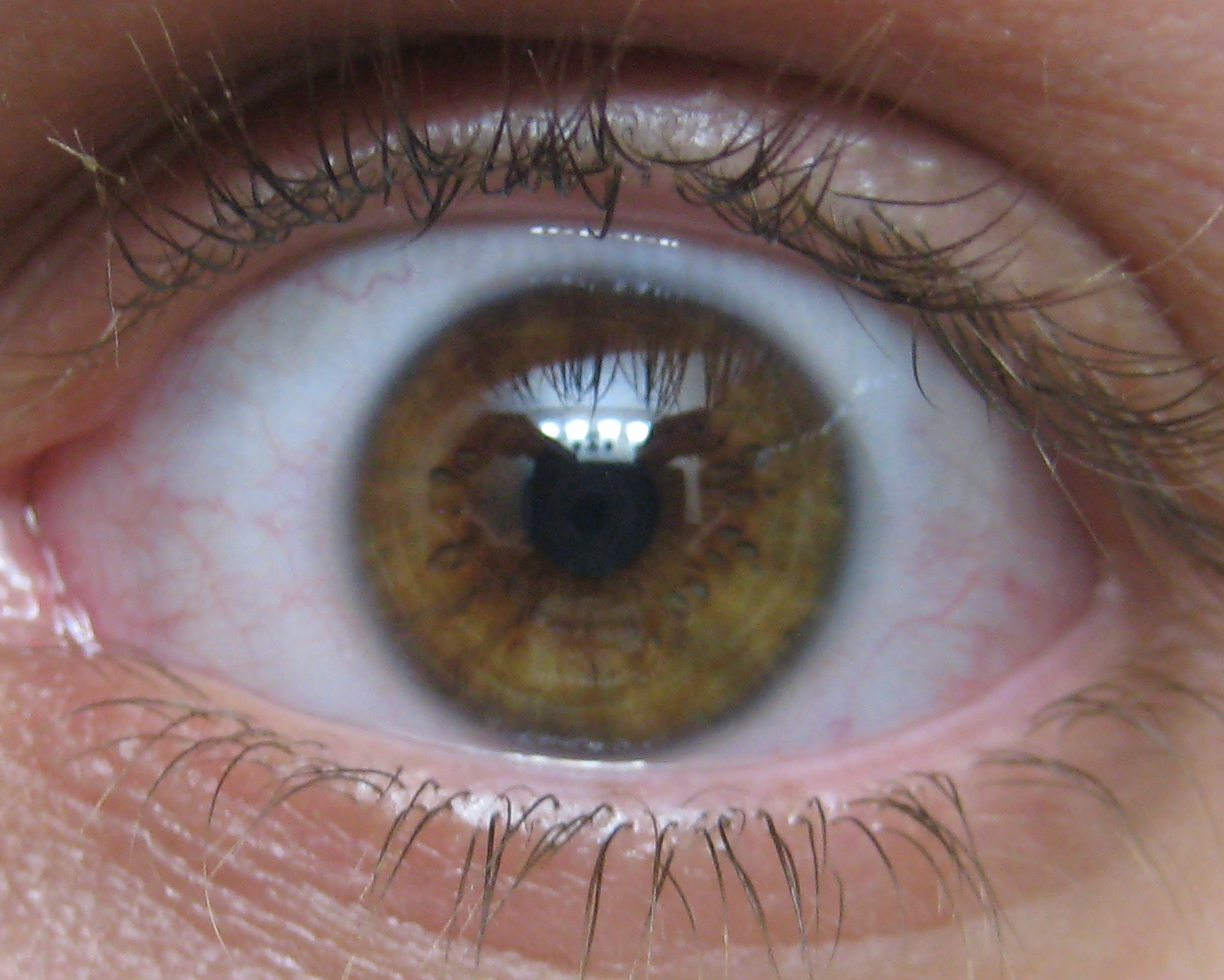
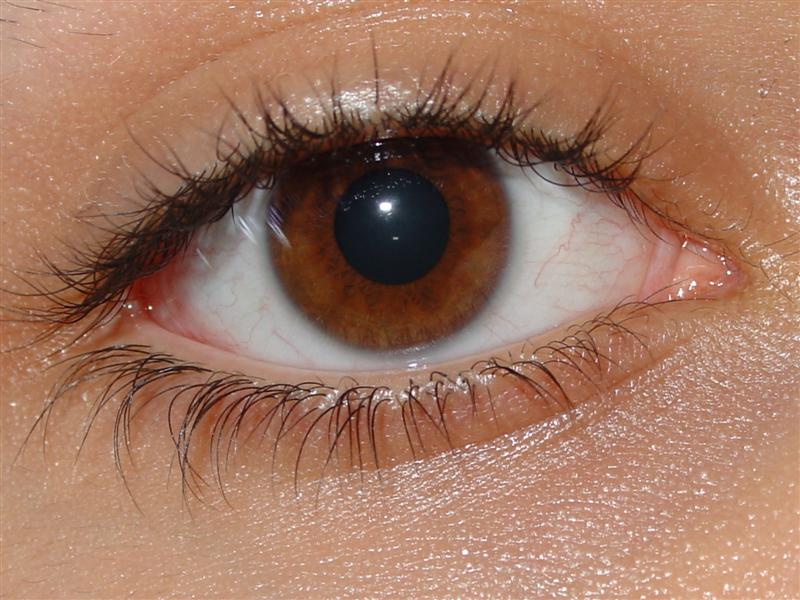
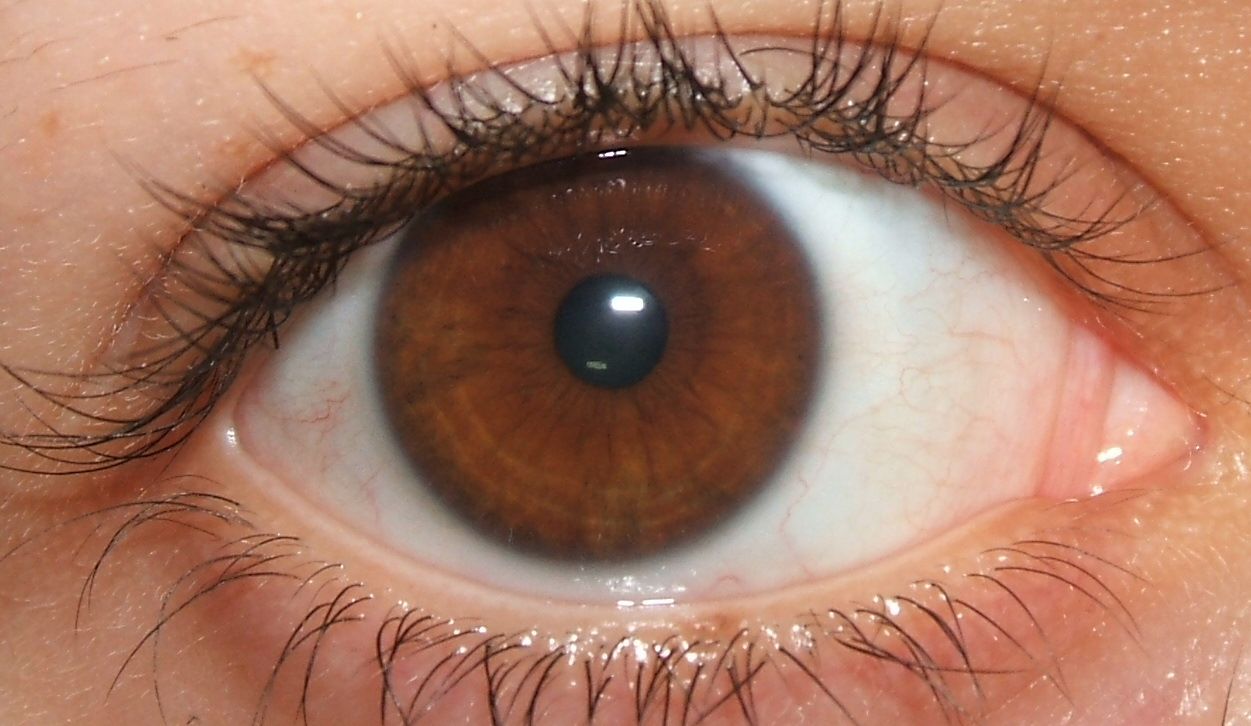
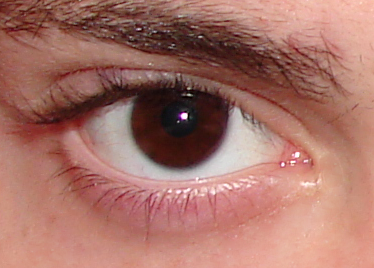
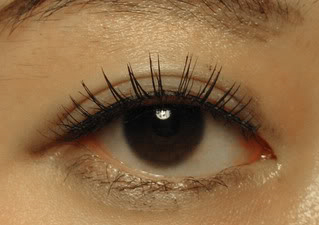